# Bones (Young Guns)
Bones è il secondo album in studio del gruppo musicale britannico Young Guns, pubblicato il 9 gennaio 2012 dalla Wind-up Records e dalla PIAS Recordings.
Oltre all'edizione standard è stata pubblicata anche una versione FYE Exclusive (For Your Entertainment) dell'album, con un secondo CD contenente l'album di debutto del gruppo.

## Tracce
1. I Was Born, I Have Lived, I Will Surely Die – 3:58
2. Dearly Departed – 3:12
3. Bones – 3:13
4. Towers (On My Way) – 2:39
5. A Hymn for All I've Lost – 1:06
6. You Are Not – 3:56
7. Brother in Arms – 3:12
8. Learn My Lesson – 3:20
9. Everything Ends – 4:11
10. Interlude – 1:39
11. Headlights – 4:05
12. Broadfields – 4:22

CD bonus nell'edizione FYE
1. Sons of Apathy – 4:18
2. Crystal Clear – 3:29
3. Meter & Verse – 3:42
4. Weight of the World – 4:21
5. D.O.A. – 3:49
6. Stitches – 3:41
7. Winter Kiss – 4:35
8. Elements – 3:25
9. After the War – 4:17
10. Endless Grey – 3:44
11. At the Gates – 4:19
12. Beneath the Waves – 7:30

## Formazione
- Gustav Wood - voce
- Fraser Taylor - chitarra
- John Taylor - chitarra
- Simon Mitchell - basso
- Ben Jolliffe - batteria, cori

## Classifiche
| Classifica (2012)         | Posizione massima |
| ------------------------- | ----------------- |
| Regno Unito               | 19                |
| Stati Uniti (heatseekers) | 35                |
| Stati Uniti (hard rock)   | 86                |